# Organización Latinoamericana de Energía
La Organización Latinoamericana de Energía (OLADE) es un organismo de cooperación, coordinación y asesoría técnica, de carácter público intergubernamental, constituido el 2 de noviembre de 1973 mediante la suscripción del Convenio de Lima, ratificado por 27 países de América Latina y El Caribe, con el objetivo fundamental de fomentar la integración, conservación, racional aprovechamiento, comercialización y defensa de los recursos energéticos de la Región.
La Misión de OLADE es: Contribuir a la integración, el desarrollo sostenible y la seguridad energética de la región, asesorando e impulsando la cooperación y la coordinación entre sus Países Miembros.
La Visión de OLADE: Olade es la Organización política y de apoyo técnico, mediante la cual sus Estados miembros realizan esfuerzos comunes, para la integración energética regional y subregional.
Actualmente los 27 Países Miembros de la Organización son: Argentina, Barbados, Belice, Bolivia, Brasil, Chile, Colombia, Costa Rica, Cuba, Ecuador, El Salvador, Granada, Guatemala, Guyana, Haití, Honduras, Jamaica, México, Nicaragua, Panamá, Paraguay, Perú, República Dominicana, Surinam, Trinidad y Tobago, Uruguay y Venezuela.

## Estados miembros
- Argentina
- Barbados
- Belice
- Bolivia
- Brasil
- Chile
- Colombia
- Costa Rica
- Cuba
- Ecuador
- El Salvador
- Granada
- Guatemala
- Guyana
- Haití
- Honduras
- Jamaica
- México
- Nicaragua
- Panamá
- Paraguay
- Perú
- República Dominicana
- Surinam
- Trinidad y Tobago
- Uruguay
- Venezuela

## Secretarios Ejecutivos
- 1973-1975: Hernán Escudero Martínez
- 1975-1978: Carlos Miranda Pacheco
- 1978-1981: Gustavo Rodríguez Elizarrarás
- 1981-1984: Ulises Ramírez Olmos
- 1984-1987: Marco Nunes Vasconcelos
- 1987-1988: Augusto Tandazo Borrero
- 1988-1994: Gabriel Sánchez Sierra
- 1994-1997: Francisco J. Gutíérrez
- 1997-2000: Luiz Augusto da Fonseca
- 2000-2002: Julio Herrera Oneto y Viana
- 2002-2006: Diego Pérez Pallarez
- 2006-2007: Álvaro Ríos Roca
- 2007-2008: Elvía Ortega de Andrade
- 2009-2012: Carlos Flórez Piedrahíta
- 2012-2014: Victorio Oxilia Dávalos
- 2014-2017: Fernando Ferreira
- 2017-2022: Alfonso Blanco Bonilla
- 2023-2025: Andrés Rebolledo Smitmans

## Órganos de Gobernanza
Reunión de Ministros:
Es la máxima autoridad en la estructura jerárquica de la Organización; entre sus funciones principales se destacan: la formulación de la política institucional y la aprobación de planes de trabajo, presupuestos, informes de actividades, balances y estados financieros. Está conformada por los Ministros de Energía, Secretarios de Estado, o quien haga sus veces en cada País Miembro 
En su categoría de órgano de gobierno tiene carácter permanente para el ejercicio de sus atribuciones, manteniendo su composición y autoridad aún fuera de sus períodos de sesiones. Se reúne de forma ordinaria una vez al año, y de forma extraordinaria cuando así se requiera de acuerdo a lo previsto en la reglamentación interna de la Organización
Junta de Expertos:
Es el órgano asesor a cargo de proporcionar soporte técnico y asistencia, a la Reunión de Ministros y a la Secretaría Permanente, en todo lo relacionado con el cumplimiento de los objetivos y funciones de la Organización, en correspondencia con las solicitudes y necesidades de los Estados miembros.
Actúa como comisión preparatoria de la Reunión de Ministros; y tiene a su cargo la realización de estudios y ejecución de actividades encomendadas por el máximo órgano de gobierno de OLADE. Está conformada por Delegados designados por los Estados miembros

## Secretaría Permanente
La Secretaría Permanente de OLADE se encuentra geográficamente ubicada en la ciudad de Quito, Ecuador. Su función consiste en la ejecución de los mandatos emanados por la Reunión de Ministros y la ejecución de planes de trabajo de la gestión, programas, proyectos y acciones encaminadas a cumplir la Misión.

## Enlaces
- OLADE (sitio oficial)

- Datos: Q3356053